# Leap-The-Dips
Leap-The-Dips er verdens ældste fungerende trærutsjebane og den sidste sidefriktions-rutschebane i Nordamerika. Den står opført i Lakemont Park i Altoona i Pennsylvania og blev opført i 1902 af E. Joy Morris Company. Leap-the-Dips var funktionel frem til 1985, hvor den lukkede på grund af dårlig teknisk stand. En pengeindsamlingskampagne muliggjorde en istandsættelse, der påbegyndtes i 1997 og som førte til, at Leap-the-Dips genåbnede på Memorial Day i 1999.
Selvom denne forlystelse ikke er ret hårrejsende i forhold til nutidige standarder, da den kun er 12 ½ meter høj med en gennemsnitsfart på 16 km/t, har den stadig mange besøgende. Flere besøgende beretter, at vognenes baghjul engang var i stand til at forlade sporet på toppen af nogle stigninger.
På et tidspunkt fandtes en lignende rutschebane kaldet Leap the Dips ved Mounds State Park i Anderson i Indiana. Forlystelsen var opført omkring den store forhøjning i 1908, og besøgende fortalte, at man fra toppen kunne se helt ned til floden. På grund af dårlige tider begyndte forlystelsesparken at sælge ud af sit udstyr i de tidlige 1920'ere. 
Leap-The-Dips står opført på National Register of Historic Places, og i 1996 fik den betegnelsen National Historic Landmark. Den er også en American Coaster Enthusiasts Coaster Classic og Coaster Landmark.